# Groene baardbuulbuul
De groene baardbuulbuul (Criniger olivaceus) is een zangvogel uit de familie Pycnonotidae (buulbuuls). Het is een kwetsbare soort van ongerept bos in een beperkt deel van West-Afrika.

## Herkenning
De vogel is 20 cm lang; het is een middelgrote baardbuulbuul. De vogel is dof olijfkleurig groen waarmee de geel gekleurde keel contrasteert. Rondom het oog en op de borst en buik is de vogel iets lichter, verder is er een lichtblauwe oogring die in het veld nauwelijks te zien is.

## Verspreiding en leefgebied
Deze soort komt voor van Sierra Leone tot Ghana. Het leefgebied is ongerept regenwoud, hoewel in Ivoorkust ook waarnemingen zijn in secundair bos. De vogel foerageert op insecten in de ondergroei en tussen epifyten op boomstammen.

## Status
De groene baardbuulbuul heeft een beperkt verspreidingsgebied en daardoor is de kans op uitsterven aanwezig. De grootte van de populatie werd in 2012 door BirdLife International geschat op 100 tot 500 duizend individuen en de populatie-aantallen nemen af. Het leefgebied wordt aangetast door selectieve houtkap en totale ontbossing waarbij natuurlijk bos wordt omgezet in gebied voor agrarisch gebruik en menselijke bewoning. Om deze redenen staat deze soort als kwetsbaar op de Rode Lijst van de IUCN.